# Inter gravissimas
Inter gravissimas (pojmenovaná podle úvodních slov v latině) byla papežská bula vyhlášená dne 24. února 1582 papežem Řehořem XIII. Bula opravovala nepřesnost juliánského kalendáře; kalendář zavedený reformou se začal nazývat gregoriánský (podle latinského podoby papežova jména Gregorius). Bulou bylo vynecháno 10 říjnových dní, aby se jarní rovnodennost vrátila na 21. března, a zavedena přesnější pravidla pro přestupný rok.

## Nepřesnost juliánského kalendáře
Juliánský kalendář zavedl ve starověkém Římě Julius Caesar v roce 45 př. n. l. Kalendář má každý čtvrtý rok přestupný, průměrný rok je tedy dlouhý 365,25 dne.
Naproti tomu skutečný, tzv. tropický rok je dlouhý cca 365,2422 dne, tedy je asi o 11 minut kratší. Vlivem této odchylky docházelo k postupnému opožďování kalendáře vůči okamžikům, kdy nastává rovnodennost nebo slunovrat, o jeden den každých 128 let.
Křesťanská církev tento kalendář přejala a na nikajském koncilu roku 325 určila 21. březen jako den jarní rovnodennosti pro výpočet data Velikonoc. Kvůli nepřesnosti juliánského kalendáře se však tato „úřední“ rovnodennost postupně začala rozcházet s tou skutečnou, astronomickou, roku 453 byla diference 1 den, roku 581 byla diference 2 dny atd. Nesoulad kalendáře s astronomickou skutečností byl v období vrcholného středověku již výrazně patrný. Od 14. století se papežové a koncily, stejně jako astronomové včetně Regiomontana a Koperníka přípravou reformy kalendáře s větší či menší intenzitou zaobírali. Konečně za pontifikátu papeže Řehoře XIII. roku 1582 byla diference 9,809 dne. Velikonoční neděle ani zdaleka nebyla tou první nedělí po prvním jarním úplňku, což pro římskokatolickou církev byl stav neúnosný.

## Řehořova reforma
Rozhodující návrh Compendium novae rationis restituendi kalendarium předložil roku 1575 papeži Řehoři XIII. lékař a astronom z kalabrijského Cirò Luigi Giglio (latinsky též Aloisius Lilius, 1510–1576). Papežská komise po několikaletém zkoumání alternativních řešení návrh schválila a 24. února 1582 Řehoř XIII. vydal bulu Inter gravissimas, vyhlašující kalendářní reformu. Protože mělo být vynecháno 10 dní najednou, bylo k provedení tohoto kroku vybráno období, kdy bude zásah do liturgického roku pro malý počet přeskočených významných svátků nejmenší. Reforma měla proto být provedena bezprostředně po svátku sv. Františka, připadajícím na čtvrtek 4. října. Následující den měl být považován za pátek 15. října. Papežská bula také stanovila, že každý poslední rok století bude přestupný jen tehdy, bude-li dělitelný číslem 400. Tím došlo k vynechání třech přestupných roků každých 400 let, což zkrátilo délku průměrného juliánského roku 365,25 dne o 3/400 na 365,2425 dne. Díky tomu dojde znovu k posunu oproti tropickému roku o jeden celý den až po přibližně 3300 letech.
K přijetí gregoriánského kalendáře roku 1582 došlo jen v některých katolických zemích, jinde se prosazoval jen postupně. V Čechách a na Moravě jej nařídil Rudolf II. roku 1584. Bulu hlavy římskokatolické církve pochopitelně neuznávaly země jiných konfesí, které zůstávaly u juliánského kalendáře. Výhody kalendáře a praktické důvody jako byl obchod však časem přiměly i nekatolické země přebírat nový kalendář. Například protestantské části říše a státy Anglie a Švédsko přijaly kalendář během 18. století, ještě méně ochotně jej přijímaly pravoslavné země, například Rusko až po Říjnové revoluci roku 1918. Konečně ve 20. století se kalendář původně zavedený touto bulou stal mezinárodním standardem.

## Ukázka
| „                                     | Aby se tedy jarní rovnodennost, ustanovená koncilními otci v Nikaji na 21. březen, do tohoto data vrátila, nařizujeme a přikazujeme, aby bylo z října roku 1582 odstraněno deset dní, a to od 5. října do 14. října včetně. Den, který bude následovat po 4. říjnu, kdy se tradičně slaví svátek sv. Františka z Assisi, budiž 15. říjnem a onoho dne nechť je slaven svátek mučedníků sv. Diviše, Rustika, a Eleutheria, stejně tak jako památka sv. Marka papeže a vyznavače, a mučedníků sv. Sergia, Bakcha, Marcella a Apuleia. Následujícího dne, 16. října, svátek sv. Kalixta, papeže a mučedníka. Pak budou 17. října oficium a mše osmnácté neděle po svatodušních svátcích; nedělní písmeno přejde z „G“ na „C“. Nakonec nastane 18. října svátek sv. Lukáše evangelisty, po němž pak budou následovat jeden po druhém svátky tak, jak jsou popsány v kalendáři. … Dále, aby se jarní rovnodennost neodchýlila od 21. března, ustanovujeme každý čtvrtý rok přestupným (jak je zvykem), s výjimkou celých staletí, která až dosud přestupná byla. Přejeme si, aby rok 1600 ještě přestupným zůstal, ale další následující celá staletí už přestupné roky mít nebudou, jen každé celé čtvrté století. První tři celá staletí tedy přestupná nebudou a teprve čtvrté století přestupné bude, takže roky 1700, 1800 a 1900 přestupné nebudou. Avšak rok 2000, tak jak jest zvykem, bude mít vložen přestupný den, únor bude tedy mít 29 dní a totéž pravidlo vkládání celého přestupného století bude platit pravidelně každé čtvrté století. | “ |
| — Řehoř XIII., bula Inter Gravissimas | |   |